# Andrena avara
Andrena avara là một loài Hymenoptera trong họ Andrenidae. Loài này được Warncke mô tả khoa học năm 1967.